# Deutsche Kriegsgräberstätte Dely-Ibrahim
Die Deutsche Kriegsgräberstätte Dely-Ibrahim ist eine Kriegsgräberstätte in dem algerischen Vorort Algiers, Dely Ibrahim. Hier ruhen 63 gefallene Soldaten des Ersten Weltkrieges und  495 Gefallene des Zweiten Weltkrieges.

## Geschichte und Lage
Bis zum Bau der zentralen Anlage ruhten die gefallenen Soldaten an 83 verschiedenen Orten Algeriens auf Gemeindefriedhöfen der europäischen Bevölkerung sowie auf französischen und anderen Ausländerfriedhöfen. 1983 genehmigte die algerische Regierung den Bau der zentralen Kriegsgräberstätte unweit der Hauptstadt. Die Bauarbeiten starteten 1983. Am 28. September 1986 wurde die Anlage offiziell eingeweiht.
Die Kriegsgräberstätte liegt dabei in unmittelbarer Nähe zu einem jugoslawischen und einem britischen Soldatenfriedhof. Das Gelände ist einen halben Hektar groß. Das eigentliche, aus acht Grabreihen bestehende, Gräberfeld liegt als Terrasse hangaufwärts quer zum Zugangsgelände.